# Gemeinderatswahl in Graz 2012
- KPÖ: 10
- SPÖ: 7
- GRÜNE: 6
- PIRAT: 1
- ÖVP: 17
- FPÖ: 7

- KPÖ: 1
- SPÖ: 1
- GRÜNE: 1
- ÖVP: 3
- FPÖ: 1

Die Grazer Gemeinderatswahl 2012 fand am 25. November 2012 statt. Gleichzeitig mit den Gemeinderatswahlen wurden in Graz die Bezirksvertretungen und der Migrantenbeirat gewählt. Gegenüber der Wahl 2008 konnten die KPÖ und die FPÖ Stimmen dazugewinnen, während die ÖVP, die SPÖ, die Grünen und das BZÖ Stimmen verloren. Die Piratenpartei zog erstmals in den Gemeinderat ein.

## Voraussetzungen

### Ausgangslage

Mandatsverteilung nach den Gemeinderatswahlen 2008

Aus den Gemeinderatswahlen 2008 war die ÖVP als große Siegerin hervorgegangen. Sie hatte ihren ersten Platz klar verteidigen und bei einem Gewinn von 2,3 % insgesamt 38,4 % der Stimmen erzielen können. Die SPÖ musste im Gegensatz dazu eine herbe Niederlage einstecken. Sie hatte 2008 6,2 % verloren und mit 19,7 % ihr bisher schlechtestes Wahlergebnis einstecken müssen. Die Grünen konnten ihre Stimmanteile hingegen nahezu verdoppeln und erreichten nach einem Gewinn von 6,3 % einen Stimmenanteil von 14,6 %. Gleichzeitig konnten die Grünen erstmals in den Stadtsenat der Stadt Graz einziehen. Neben der SPÖ war die KPÖ der zweite Wahlverlierer der Grazer Gemeinderatswahl 2008. Sie verlor fast die Hälfte ihrer Stimmen und belegte mit 11,2 % nur noch Rang vier unter den kandidierenden Parteien. Die FPÖ war bei der Wahl 2008 auf dem fünften Platz gelandet, wobei sie mit einem plus von 2,8 % hinter den Umfragen zurückblieb. Insgesamt konnte die FPÖ 10,8 % der Stimmen erreichen. Des Weiteren gelang auch dem BZÖ 2008 mit 4,3 % erstmals der Einzug in den Grazer Gemeinderat.
Nach der Gemeinderatswahl hatte Bürgermeister Siegfried Nagl mit SPÖ und Grünen über eine Koalition verhandelt. Er einigte sich schließlich mit den Grünen über eine Koalition, die sich inhaltlich auf den Ausbau der Kinderbetreuung, die Förderung der Integration und die Forcierung der sanften Mobilität (zu Fuß gehen, Radfahren und öffentliche Verkehrsmittel) konzentrierte. Während die ÖVP die Ressorts Personal, Integration, Wirtschaft, Katastrophenschutz, Finanzen, Liegenschaften, Sport, Jugend, Bildung, Kindergärten und Stadtentwicklung übernahm, erhielt Rücker als Stadträtin das Umweltressort sowie die Themenbereiche Wirtschaftsbetriebe und Verkehr. Der SPÖ wurden die Ressorts Kultur, Gesundheit, Soziales und Frauen zugewiesen, die KPÖ erhielt wie bisher den Bereich Wohnen. Der FPÖ wurden die Ressorts Geriatrie und Bürgeramt überlassen.
Die Koalition zwischen der ÖVP und den Grünen zerbrach im Mai 2012 an der Frage zum Ankauf der Reininghausgründe, bei dem die Stadt Graz für 75 Millionen Euro das 54 Hektar große ehemalige Brauereigelände der Brauerei Reininghaus im Westen von Graz von privaten Investoren kaufen wollte. Während Bürgermeister Nagl eine diesbezügliche Bürgerbefragung bereits im Juni 2012 abhalten wollte, waren die Grünen, ebenso wie andere Parteien, für einen Termin im Herbst 2012 eingetreten. Nagl kündigte daraufhin die Koalition auf. Neben der Frage der Reininghausgründe hatte es auch Meinungsverschiedenheiten bei den Themen Umweltzone sowie Murkraftwerk gegeben.

### Verkleinerung des Gemeinderates
In der Gemeinderatssitzung am 21. Oktober 2010 wurde der „Antrag auf Änderung des Statutes der Landeshauptstadt Graz 1967“ beschlossen, wobei der Antrag zu einer Verkleinerung des Gemeinderats von 56 auf 48 Gemeinderatssitze und zu einer Reduktion der Stadtsenatssitze von 9 auf 7 führte. Die Punkte 1 und 3, die den Antrag an das Land um Verkleinerung des Stadtsenats sowie die Wirksamkeit ab der nächsten Gemeinderatswahl beinhalteten wurden dabei einstimmig beschlossen, der Punkt 2, der die Verkleinerung des Gemeinderats behandelte wurde hingegen nur mit Mehrheit angenommen. Das Statut der Landeshauptstadt Graz wurde in der Folge vom Steiermärkischen Landtag am 22. November 2011 als „L-VG Novelle zur Abschaffung des Proporzsystems“ beschlossen.

### Wahlrecht
Bei den Gemeinderats- und Bezirkswahlen 2012 in Graz waren alle Personen aktiv wahlberechtigt, die am Stichtag (14. September 2012) ihren Hauptwohnsitz in Graz hatten, Staatsbürger eines EU-Landes waren und am Wahltag das 16. Lebensjahr vollendet hatten. Das passive Wahlrecht konnten zudem alle Staatsbürger der Mitgliedstaaten der Europäischen Union ausüben, die selbst aktiv wahlberechtigt waren und am Wahltag das 18. Lebensjahr vollendet hatten. Unionsbürger, die nicht die österreichische Staatsbürgerschaft besaßen, waren überdies nur dann wählbar, wenn sie eine schriftliche Erklärung abgaben, dass sie nach dem Recht ihres Herkunftsmitgliedsstaates nicht infolge einer strafrechtlichen Entscheidung die Wählbarkeit verloren hatten. Das aktive Wahlrecht bei den Bezirksvertretungswahlen konnte von den zur Gemeinderatswahl stimmberechtigten Gemeindeeinwohnern nur in jenem Stadtbezirk ausgeübt werden, in dem sie ihren Hauptwohnsitz hatten. Das passive Wahlrecht für die Bezirksvertretungswahl war neben den allgemeinen Bedingungen zudem daran gekoppelt, dass der Wahlwerber seinen Hauptwohnsitz im betreffenden Bezirk hat oder hier seinen Beruf ausübt. Parallel wurden die Wahlen zum Migrantenbeirat abgehalten. Es galten dieselben Kriterien, jedoch waren hier nur Personen wahlberechtigt, die Staatsbürger eines Nicht-EU-Landes waren.

### Wahlgang
Die Wahlberechtigten konnten bereits rund eine Woche vor dem eigentlichen Wahltag ihre Stimme abgeben. Am Freitag, dem 16. November standen zwischen 13.00 und 20:00 Uhr 17 Wahllokale offen. Unter Vorlage eines amtlichen Lichtbildausweises konnte unter freier Wahl des Wahllokals gewählt werden. Am eigentlichen Wahltag standen die Wahllokale zwischen 7:00 und 16:00 Uhr offen. Die Möglichkeit einer verfrühten Stimmabgabe war ursprünglich an Stelle der erst 2007 beschlossenen Briefwahl eingeführt worden. Bei der Grazer Gemeinderatswahl war auch die Wahl per Wahlkarte im In- und Ausland möglich. Die ausgegebenen 6.643 Wahlkarten wurden im Vorfeld des 25. November ausgegeben und konnten danach mittels Briefwahl oder bei einem Hausbesuch durch die Wahlbehörde abgegeben werden. Die per Briefwahl abgegebenen Stimmen mussten zusammen mit einer eidesstattlichen Erklärung bis zum 25. November vor dem Schließen des letzten Wahllokals bei der Stadtwahlbehörde eintreffen, um als gültige Stimmen gewertet zu werden.
Die Stimmabgabe erfolgte mit jeweils einem Stimmzettel für die Wahl zum Gemeinderat beziehungsweise für die Wahl zur Bezirksvertretung. Auf den Stimmzetteln konnten die Wähler zudem einem Kandidaten der gewählten Partei eine Vorzugsstimme verleihen, wobei die wählbaren Kandidaten in der Wahlzelle angeschlagen waren.

## Wahlwerbende Parteien (offizielle Listenbezeichnung)
Liste 1, Sozialdemokratische Partei Österreichs (SPÖ)
Nach dem Rückzug von Vizebürgermeister Walter Ferk nach der Gemeinderatswahl 2008 übernahm Martina Schröck im September 2011 die Funktion der SPÖ-Stadtvorsitzenden. Sie war dabei bereits die sechste Person innerhalb von eineinhalb Jahren in dieser Funktion. Schröck führte die SPÖ schließlich auch als Spitzenkandidatin in die Gemeinderatswahl, wobei sie als Wahlziel das Erreichen von mindestens 20 % der Stimmen angab.
Liste 2, Grazer Volkspartei – Bürgermeister Nagl (ÖVP)
Die ÖVP ging mit dem amtierenden Bürgermeister Siegfried Nagl in die Gemeinderatswahl 2012. Bürgermeister Nagl formulierte dabei das Erreichen der absoluten Stimmenmehrheit als sein Wahlziel.
Liste 3, Freiheitliche Partei Österreichs (FPÖ)
Nachdem sich die Spitzenkandidatin der Gemeinderatswahl 2008, Susanne Winter, 2009 aus der Grazer Stadtpolitik zurückgezogen hatte, übernahm Mario Eustacchio in der Freiheitlichen Partei Österreichs (FPÖ) der Stadt Graz die Funktion des Parteichefs und Stadtrates. Er trat in der Folge 2012 auch als Spitzenkandidat der FPÖ bei der Gemeinderatswahl 2012 an und gab als Wahlziel das Erreichen von „15 Prozent plus“ an. Die Wahlkampfthemen der FPÖ standen unter dem Thema „Politik mit Hausverstand“ und richteten sich vor allem gegen die Politik von Bürgermeister Nagl, dem die FPÖ „7 Todsünden“ vorwarf. Die FPÖ setzte sich dabei gegen Fahrverbote sowie gegen Umweltzonen ein und sprach sich gegen den Kauf der Reininghausgründe ein. Des Weiteren setzte die FPÖ auf die Themen Sicherheit und trat für eine geänderte Zuwanderungspolitik ein, wobei die FPÖ darunter unter anderem die Verhinderung von Moscheebauten, Deutschpflicht statt muttersprachlichem Unterricht und Integration als Bringschuld der Zuwanderer verstand.
Liste 4, Die Grünen – Alternative Liste Graz (GRÜNE)
Die Grünen – Die Grüne Alternative (GRÜNE) traten wie bereits 2008 mit der nunmehrigen Vizebürgermeisterin Lisa Rücker an. Nach dem Bruch der Schwarz-Grünen Koalition in Graz strebte sie den zweiten Platz sowie eine Regierungsbeteiligung an. Rücker schloss dabei eine neuerliche Koalition mit Bürgermeister Siegfried Nagl nicht aus, hielt diese aber für schwer vorstellbar. Inhaltlich setzten die Grünen unter dem Motto „Volle Kraft für Graz“ vor allem auf die Themen sanfte Mobilität, den Kampf gegen den Feinstaub sowie eine „offene Stadt“ und eine „unbestechliche Politik“.
Liste 5, Kommunistische Partei Österreichs – Elke Kahr (KPÖ)
Die Kommunistische Partei Österreichs (KPÖ) schickte Elke Kahr als Spitzenkandidatin für die Gemeinderatswahl ins Rennen. Die KPÖ setzte unter dem Motto „Wir alle sind Graz“ vor allem auf die Themen Wohnen und Soziales. Kahr wünscht sich von der Stadtregierung eine Garantie, dass keine Gemeindewohnungen verkauft werden und die Sanierungsmittel aufgestockt werden. Zudem solle der Kautionfonds ausgedehnt und der Mietzuschuss sichergestellt werden. Weiters sollen innerhalb der nächsten Gemeinderatsperiode 500 Gemeindewohnungen gebaut werden und die Betriebskosten eingefroren. Als Wahlziel nannte Kahr, mehr Stimmen zu bekommen, um im verkleinerten Stadtsenat den bisherigen Stadtratssitz zu halten.
Liste 6, BZÖ – Liste Gerald Grosz (BZÖ)
Das Bündnis Zukunft Österreich (BZÖ) trat wie bereits 2008 mit dem Spitzenkandidaten Gerald Grosz an. Er trat insbesondere gegen die Gemeindegebühren und Abgaben für Gastronomen auf, setzte sich für eine Reduktion des Feinstaubs ein ohne dafür die Autofahrer einzuschränken und kritisierte ein aus seiner Sicht fehlendes, funktionierendes Verkehrskonzept. Beim Wahlkampfauftakt kritisierte Bündnisobmann Josef Bucher zudem, dass „alle Politiker unter dem Joch von Banken und Interessensvertretern“ stehen würden und sich das BZÖ daher gegen die Macht der „Systemerhalter“ stellen müsse. Als Wahlziel gab Bucher neben dem Wiedereinzug in den Gemeinderat dem Hinzugewinn von weiteren Mandaten aus.
Liste 7, Christliche Partei – Grössler (CP-G)
Liste 8, Piratenpartei Graz (PIRAT)
Liste 9, Einsparkraftwerk
Listenführer Energieberater Rainer Maichin setzt Initiativen um unnötigen Stromverbrauch zu vermeiden.
Liste 10, Betty Baloo Bande (BBB)
Nach Eigendefinition eine „Aktionskunstgemeinschaft mit sozialpolitischem Hintergrund“.
Liste 11, Wir Wähler – Wir packen es an – Wir wollen unser Recht (WIR)

## Wahlergebnisse

### Gemeinderatswahl
| Partei           | Ergebnisse 2012 | Ergebnisse 2012 | Ergebnisse 2012 | Ergebnisse 2008 | Ergebnisse 2008 | Ergebnisse 2008 | Differenzen | Differenzen | Differenzen |
| ---------------- | --------------- | --------------- | --------------- | --------------- | --------------- | --------------- | ----------- | ----------- | ----------- |
| Wahlberechtigte  | 209.805         | 209.805         | 209.805         | 198.020         | 198.020         | 198.020         | +11.785     | +11.785     | +11.785     |
|                  | Stimmen         | %               | Mand.           | Stimmen         | %               | Mand.           | Stimmen     | %           | Mand.       |
| Gesamt           | 116.381         | 55,47 %         |                 | 114.654         | 57,90 %         |                 | 1.727       | −2,43 %     |             |
| Ungültig         | 1.969           |                 |                 | 1.879           |                 |                 |             |             |             |
| Gültig           | 114.412         |                 |                 | 112.775         |                 |                 |             |             |             |
| SPÖ              | 17.517          | 15,31 %         | 7               | 22.266          | 19,74 %         | 11              | −4.749      | −4,43 %     | −4          |
| ÖVP              | 38.602          | 33,74 %         | 17              | 43.274          | 38,37 %         | 23              | −4.672      | −4,63 %     | −6          |
| FPÖ              | 15.733          | 13,75 %         | 7               | 12.235          | 10,85 %         | 6               | +3.498      | +2,90 %     | +1          |
| GRÜNE            | 13.889          | 12,14 %         | 6               | 16.416          | 14,56 %         | 8               | −2.527      | −2,42 %     | −2          |
| KPÖ              | 22.725          | 19,86 %         | 10              | 12.611          | 11,18 %         | 6               | +10.114     | +8,68 %     | +4          |
| BZÖ              | 1.530           | 1,34 %          | 0               | 4.857           | 4,31 %          | 2               | −3.327      | −2,97 %     | −2          |
| CP-G             | 619             | 0,54 %          | 0               | n.k.            | n.k.            | n.k.            | +619        | +0,54 %     | ±0          |
| PIRAT            | 3.086           | 2,70 %          | 1               | n.k.            | n.k.            | n.k.            | +3.086      | +2,70 %     | +1          |
| Einsparkraftwerk | 214             | 0,19 %          | 0               | n.k.            | n.k.            | n.k.            | +214        | +0,19 %     | ±0          |
| BBB              | 192             | 0,17 %          | 0               | n.k.            | n.k.            | n.k.            | +192        | +0,17 %     | ±0          |
| WIR              | 305             | 0,27 %          | 0               | n.k.            | n.k.            | n.k.            | +305        | +0,27 %     | ±0          |
| Wegscheidler     | n.k.            | n.k.            | n.k.            | 231             | 0,20 %          | 0               | −231        | −0,20 %     | ±0          |
| ÖABP             | n.k.            | n.k.            | n.k.            | 556             | 0,49 %          | 0               | −556        | −0,49 %     | ±0          |
| SALZ             | n.k.            | n.k.            | n.k.            | 218             | 0,19 %          | 0               | −218        | −0,19 %     | ±0          |
| ZPA              | n.k.            | n.k.            | n.k.            | 111             | 0,10 %          | 0               | −111        | −0,10 %     | ±0          |